# Punta Medanosa

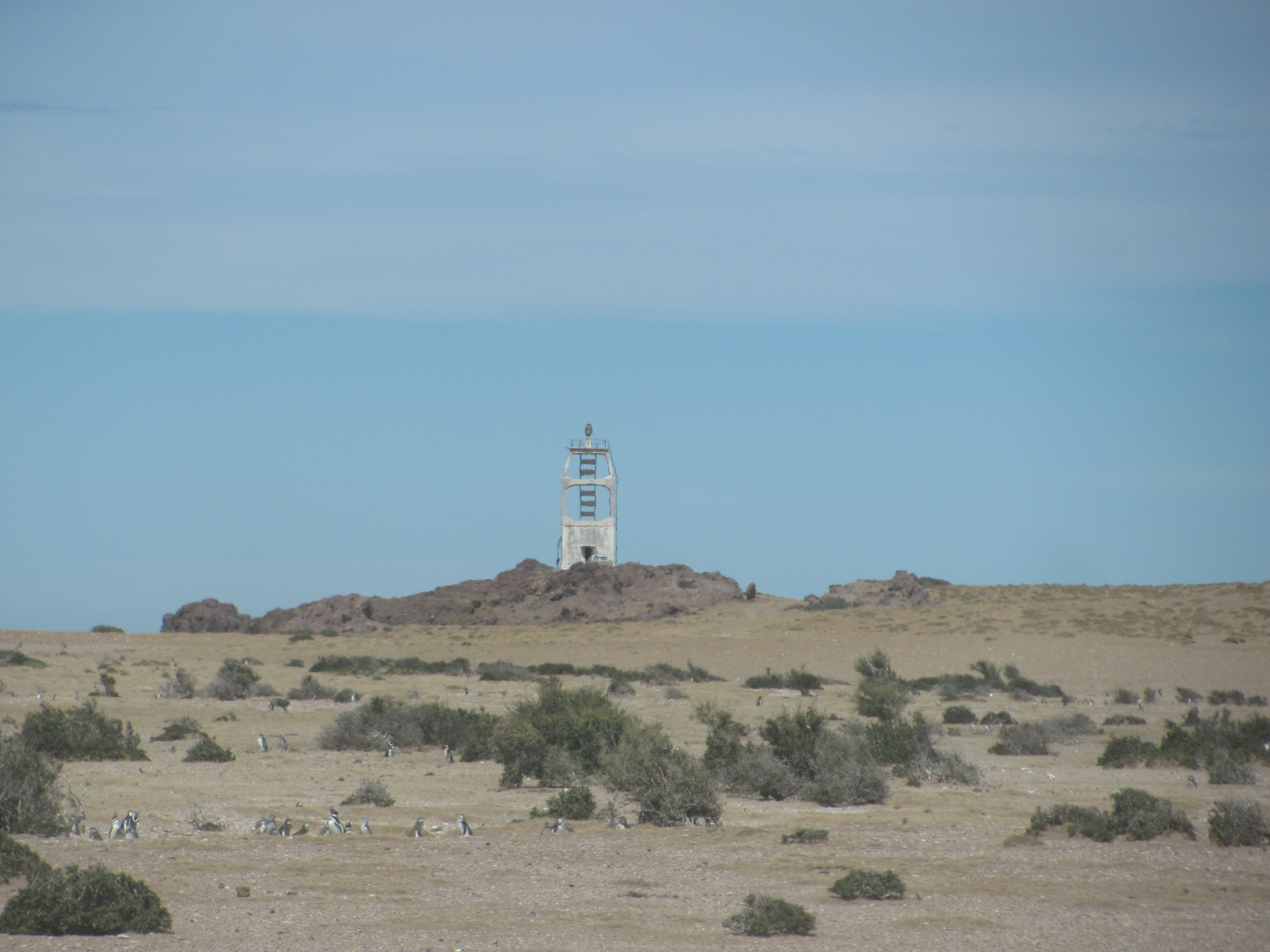
Vista del entorno alrededor del faro de punta medanosa.

Punta Medanosa -también denominada Punta Buque- es un accidente geográfico costero ubicado en la Provincia de Santa Cruz (Argentina), al sur de la ciudad de Puerto Deseado. Representa el extremo sur de la bahía de los Nodales y se halla en tierras de la Estancia El Amanecer. En el extremo este se ubica un faro no habitado.

## Historia
Este accidente geográfico fue descubierto por los hermanos Nodales, expedicionarios españoles que lo avistaron el día 8 de enero de 1619, denominándolo "Santa María". El nombre actual se debe a su topografía y es una traducción inexacta de la palabra "hilly" con el que figuraba en las cartas inglesas antiguas.

## Geomorfología
La Punta Medanosa propiamente dicha se extiende en el sentido este-oeste, parcialmente separada del continente por la marisma de Ensenada Ferrer, mide unos 12 km de largo por 6 km de ancho y está formada por una combinación de rocas volcánicas ignimbríticas de la formación Bahía Laura y sedimentitas Marinas y terrestres. Los pórfidos actúan como roca de base aflorando especialmente en el extremo Este y Sur, en tanto que al norte de la punta hay grandes acumulaciones de médanos en deflación apoyando sobre las paleoplayas. Estas últimas, formadas por arena y valvas, por su altura corresponderían a la ingresión holocénica. Estos cordones de médanos se extienden desde la proximidad de la costa hasta un kilómetro, aproximadamente, hacia el interior y se encuentran hoy en día bajo un intenso proceso de deflación, sumado al deterioro que genera la pingüinera que existe.  A partir de allí, comienza una serie de antiguos cordones litorales, que se extienden hasta la costa sur en la que forman acantilados de 20-30 metros. Los afloramientos de rocas volcánicas se presentan en forma discontinua, pero predominan en la franja costera especialmente en la porción este y sur. En otros puntos hay afloramientos menores. En parte estos afloramientos constituyen islas e islotes menores, como las islas Liebres, Schwarz y Shag.
En el interior de la Punta Medanosa se desarrolla una pampa ondulada y cubierta de pastos como coirones y escasos matorrales. La terraza –probablemente formada por las ingresiones del Pleistoceno medio– está constituida por sedimentos de origen marino, gravas y arenas. Esta se continua hacia el interior inmediato, hacia el Oeste, conforma un relieve mesetiforme, de suave ondulación, interrumpido por lagunas, y cauces de cañadones poco definidos. Entre este sector interior y la punta se intercalan una serie de antiguos cordones litorales. Al sur de Punta Medanosa y hasta Cabo Guardián, aproximadamente a 50 km, se desarrolla la bahía Desvelos.

## Flora y fauna
La vegetación preponderante es de estepa arbustiva de escasa cobertura, con presencia de algarrobos (Prosopis denudans) y molles (Schinus polygamus) en las zonas medanosas; aunque estas especies se hallan hoy en día intensamente afectadas por la tala.

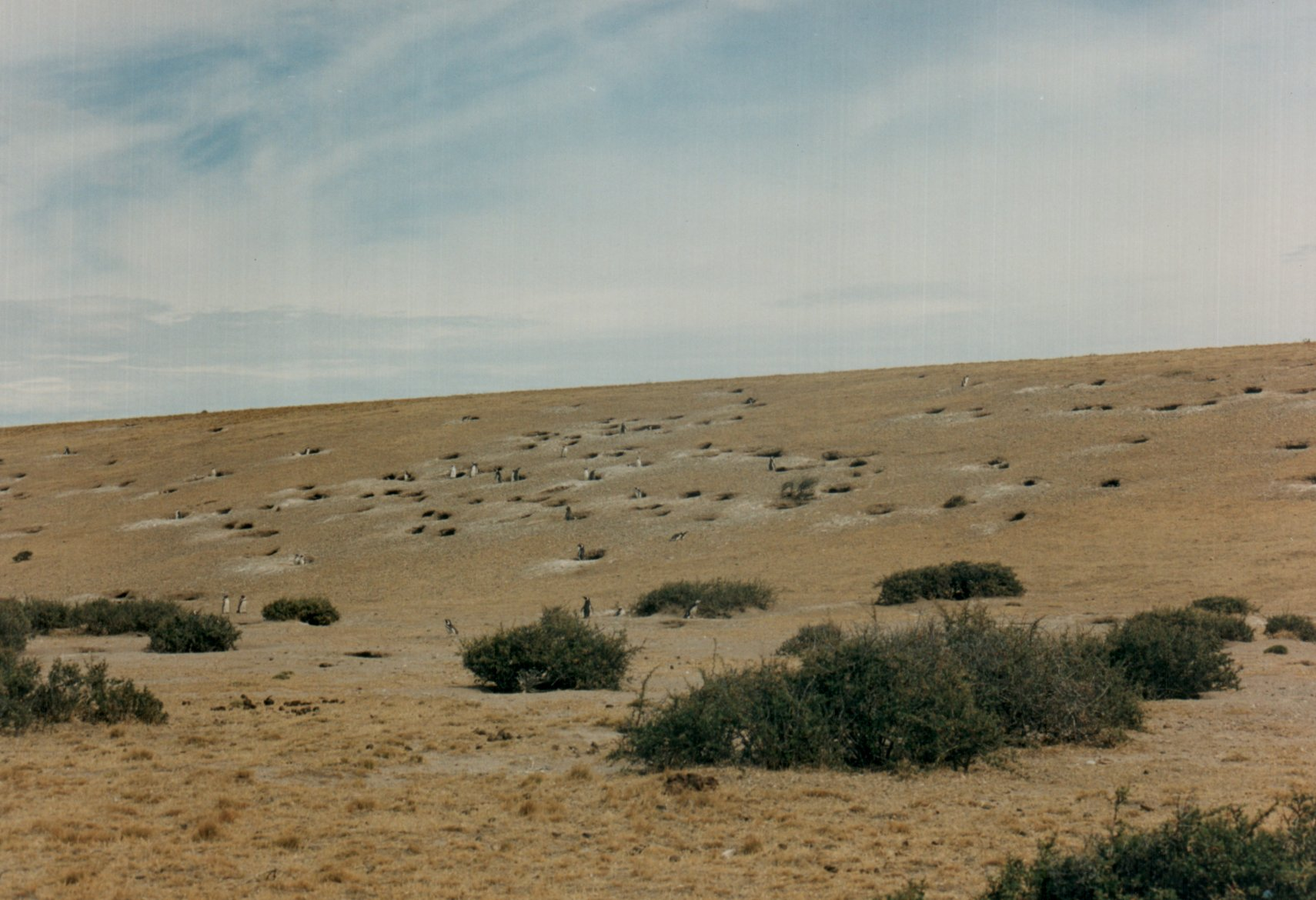
Vista de un sector de la pingüinera de Punta Medanosa (foto de enero de 1999).

En Punta Medanosa existe una importante colonia de nidificación de Pingüinos de Magallanes (Spheniscus magellanicus), donde se han contabilizado 22.000 parejas reproductivas a fines de la década de 1990, y varias especies de cormoranes, así como ostreros comunes (Haematopus ostralegus), australes (Haematopus leucopodus), cormoranes neotropicales (Phalacrocorax brasilianus), cormorán imperial (Phalacrocorax atriceps), garza mora (Ardea cocoi), flamenco austral (Phoenicopterus chilensis), chorlito pampa (Pluvialis dominica), chorlito doble collar (Charadrius falklandicus)), playero rojizo (Calidris canutus), zarapico pico recto (Limosa haemastica), playerito rabadilla blanca (Calidris fuscicollis) y playero de Baird (Calidris bairdii). También es posible observar guanacos y choiques en gran cantidad, así como gaviota austral (Larus scoresbii) y cocinera (Larus dominicanus) entre otras muchas.